# Jan Friesinger
Jan Friesinger (Bad Reichenhall, 20 november 1980) is een Duits voormalig langebaanschaatser. Hij is woonachtig in Arendal.

## Biografie
Friesinger is de jongere broer van Anni Friesinger. Hun jongere zusje Agnes schaatste ook. Friesinger startte op veel internationale toernooien en was een redelijk constante subtopper.
Friesinger had een voorkeur voor de middellange afstanden. Op het WK voor junioren in 2000 eindigde hij op het podim als derde, maar op allroundtoernooien kwam hij daarna vaak tekort op de langste afstand. Desondanks werd hij tiende bij het WK Allround van 2003 en vijfde bij het EK Allround van 2004. Tijdens de Olympische Winterspelen van Salt Lake City in 2002 startte Friesinger op drie afstanden maar kon op geen van deze afstanden imponeren. Hij plaatste zich niet voor de Olympische Spelen van Turijn.
Van 2009 tot 2010 trainde hij bij het team van zijn zus, Team Friesinger, dat getraind werd door Gianni Romme. Tijdens de nationale afstandskampioenschappen oogstte hij meteen medailles.

## Persoonlijk records
| Afstand     | Tijd     | Datum            | Baan           |
| ----------- | -------- | ---------------- | -------------- |
| 500 meter   | 36,21    | 20 januari 2007  | Hamar          |
| 1000 meter  | 1.09,60  | 18 november 2007 | Calgary        |
| 1500 meter  | 1.47,13  | 16 november 2007 | Calgary        |
| 3000 meter  | 3.51,86  | 2 februari 2002  | Salt Lake City |
| 5000 meter  | 6.43,67  | 7 februari 2004  | Hamar          |
| 10000 meter | 14.11,72 | 11 januari 2004  | Heerenveen     |

## Resultaten
| Jaar | Duitse afstandskampioenschappen | EK Allround | WK Afstanden        | WK Sprint | Olympische Spelen            | WK Allround | Wereldbeker         | WK Junioren |
| ---- | ------------------------------- | ----------- | ------------------- | --------- | ---------------------------- | ----------- | ------------------- | ----------- |
| 1998 |                                 |             |                     |           |                              |             |                     | NC17        |
| 1999 |                                 |             |                     |           |                              |             |                     | DQ1         |
| 2000 |                                 |             |                     |           |                              |             |                     | Brons       |
| 2001 |                                 | 10e         |                     |           |                              | NC20        |                     |             |
| 2002 |                                 | NC17        |                     |           | NS2 500m 34e 1000m 41e 1500m | NC18        | 10e 1500m           |             |
| 2003 |                                 | 11e         | 17e 1500m           |           |                              | 10e         | 41e 1000m 15e 1500m |             |
| 2004 |                                 | 9e          | 10e 1500m           |           |                              | NC14        | 48e 1000m 13e 1500m |             |
| 2005 |                                 | NC17        | 19e 1000m 10e 1500m |           |                              |             |                     |             |
| 2006 |                                 |             |                     |           |                              |             | 66e 1000m 33e 1500m |             |
| 2007 |                                 |             |                     | 23e       |                              |             |                     |             |
| 2008 |                                 |             |                     |           |                              |             |                     |             |
| 2009 |                                 |             | 21e 1000m 22e 1500m |           |                              |             |                     |             |
| 2010 | 500m · 1000m · 1500m            |             |                     |           |                              |             |                     |             |

NC# = niet gekwalificeerd voor de laatste afstand, maar wel als # geklasseerd in de eindrangschikking
DQ# = Diskwalificatie op # afstand
NS# = Niet gestart op # afstand